# Marcel Gesquiere
Marcel Gesquiere (Veurne, 10. juni 1930 - 31. december 2015) var en Belgisk repræsentant for den belgiske kammer, senator, og for en kort tid, også repræsentant for det flamske parlament.

## Liv
Gesquiere var medlem af bestyrelsen for ACOD-afdeling i Veurne. Fra 1957 til 1975 var han formand for sektoren, Telegraf og Telefon af ACOD i Veurne og fra 1975 til 1978 var han formand for BSP-afdelingen for Veurne.
I 1977 blev han medlem af kommunalrådet af Veurne og provinsrådsmedlem af West-Vlaanderen. Fra 1977 til 1981, var han schepen (flamsk for byrådsmedlem) i Veurne.
I 1987 blev han valgt til SP-repræsentant for distriktet i Veurne-Diksmuide-Oostende. Han opfyldte dette mandat indtil udgangen af 1991. Fra 1991 til 1995, var han provinsiel senator for provinsen West-Vlaanderen.
I perioden februar 1988-november 1991, havde han som et resultat af de dengang eksisterende dobbeltmandat også siddet i den Flamske Parlament. Den Flamske Parlament afløste fra den 21. oktober 1980 den Cultuurraad voor de Nederlandse Cultuurgemeenschap, der blev installeret på 7. december 1971, og den blev forløberen for den nuværende Flamske Parlament. I den første direkte valg til den Flamske Parlament af 21 maj 1995, blev han valgt til i valgkredsen, Veurne-Diksmuide-Ieper-Oostende. Han var kun et par måneder repræsentant for den flamske parlament  og blev i oktober 1995 efterfulgt af Jacky Maes.